# Tillomorphini
Los tilomorfinos (Tillomorphini) son una tribu de coleópteros crisomeloideos de la familia Cerambycidae. 

## Géneros
Tiene los siguientes géneros:
- Acrogenius - Acrogenoides - Arawakia - Bicon - Bonfilsia - Calliclytus - Capederces - Centrotoclytus - Cleroclytus - Clytellus - Epipedocera - Epipodocarpus - Epropetes - Euderces - Falsohomaemota - Gourbeyrella - Halme - Homaemota - Lamproclytus - Obriomorpha - Ochyra - Paramyrmecoclytus - Pentanodes - Pseudomyrmecion - Tetranodus - Tilloforma - Tilloglomus - Tillomorpha

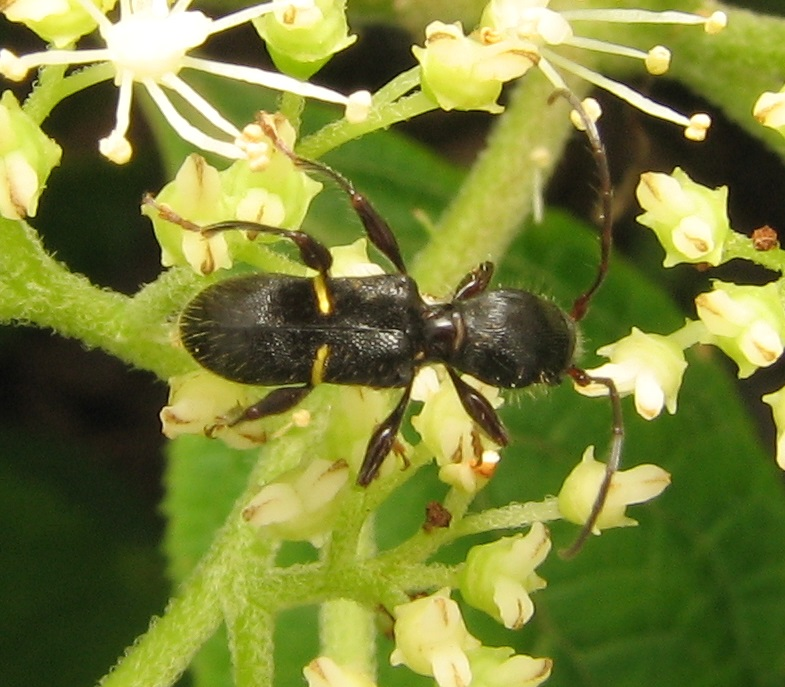
Euderces picipes